# Massengräber in Kočevje

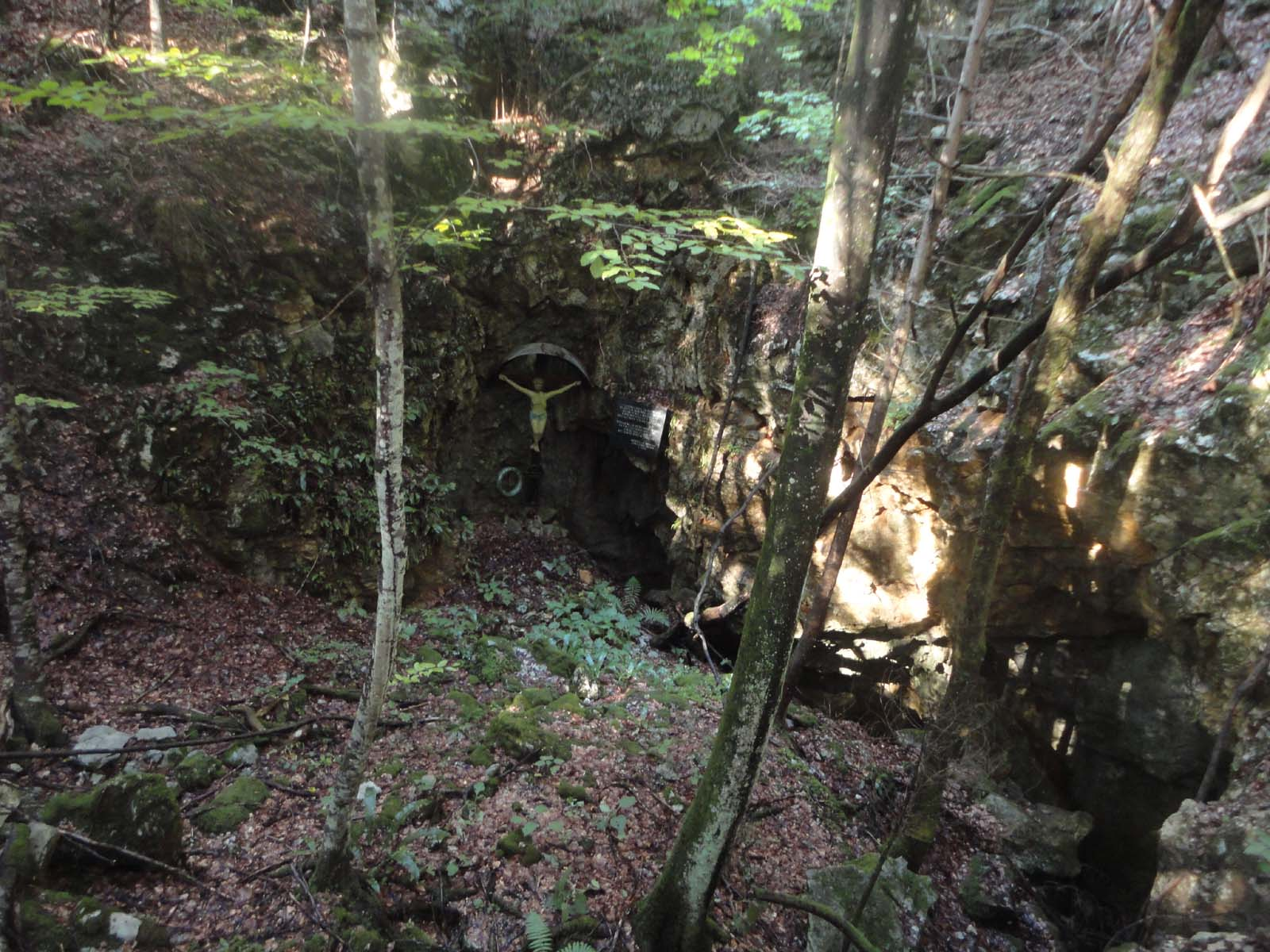
Verschüttete Karsthöhle unter der Macesnova Gorica im Gottscheer Hornwald, wo Opfer eines Nachkriegsmassakers liegen (Mai und Juni 1945). Die Höhle wurde nach dem Massaker gesprengt

Auf dem Gebiet der Gemeinde Kočevje in Slowenien wurden bisher (Stand 1/2024) in fünf Siedlungen insgesamt acht Massengräber aus der Zeit des Zweiten Weltkriegs gefunden, davon eins mit über 3000 Opfern. Alle Siedlungen liegen in den südlichen Waldgebieten des Gebirgszugs Kočevkski Rog, östlich und südöstlich der Stadt Kočevje. 

## Knežja Lipa
In Knežja Lipa ein Massengrab aus der Zeit des Zweiten Weltkriegs gefunden. 
- Das Massengrab oberhalb von Videm (Grobišče nad Vidmom) liegt in den Wäldern oberhalb der Kirche im Weiler Videm. Es enthält die Überreste nicht identifizierter Opfer.[1]

## Kralji
In Kralj wurde ein Massengrab aus der Zeit des Zweiten Weltkriegs gefunden. 
- Das Massengrab unterhalb von Videm (Grobišče pod Vidmom) liegt im Wald etwa 220 Meter südlich der Kirche im Weiler Videm in der Nachbarsiedlung Knežja Lipa. Es enthält die Überreste nicht identifizierter Opfer.[2]

## Mozelj
In Mozelj wurde ein Massengrab aus dem Zweiten Weltkrieg gefunden. 
- Das Massengrab von Mozelj (slowenisch: Grobišče Mozelj) liegt nördlich der Siedlung in einem Erdloch auf einer Weide. Es enthält die Überreste von 110 Opfern (darunter 85 Tschetnik-Soldaten), die zwischen dem 12. und 18. Oktober 1943 erschossen wurden, sowie von vier weiteren Personen, die am 20. Oktober getötet wurden.[3][4]

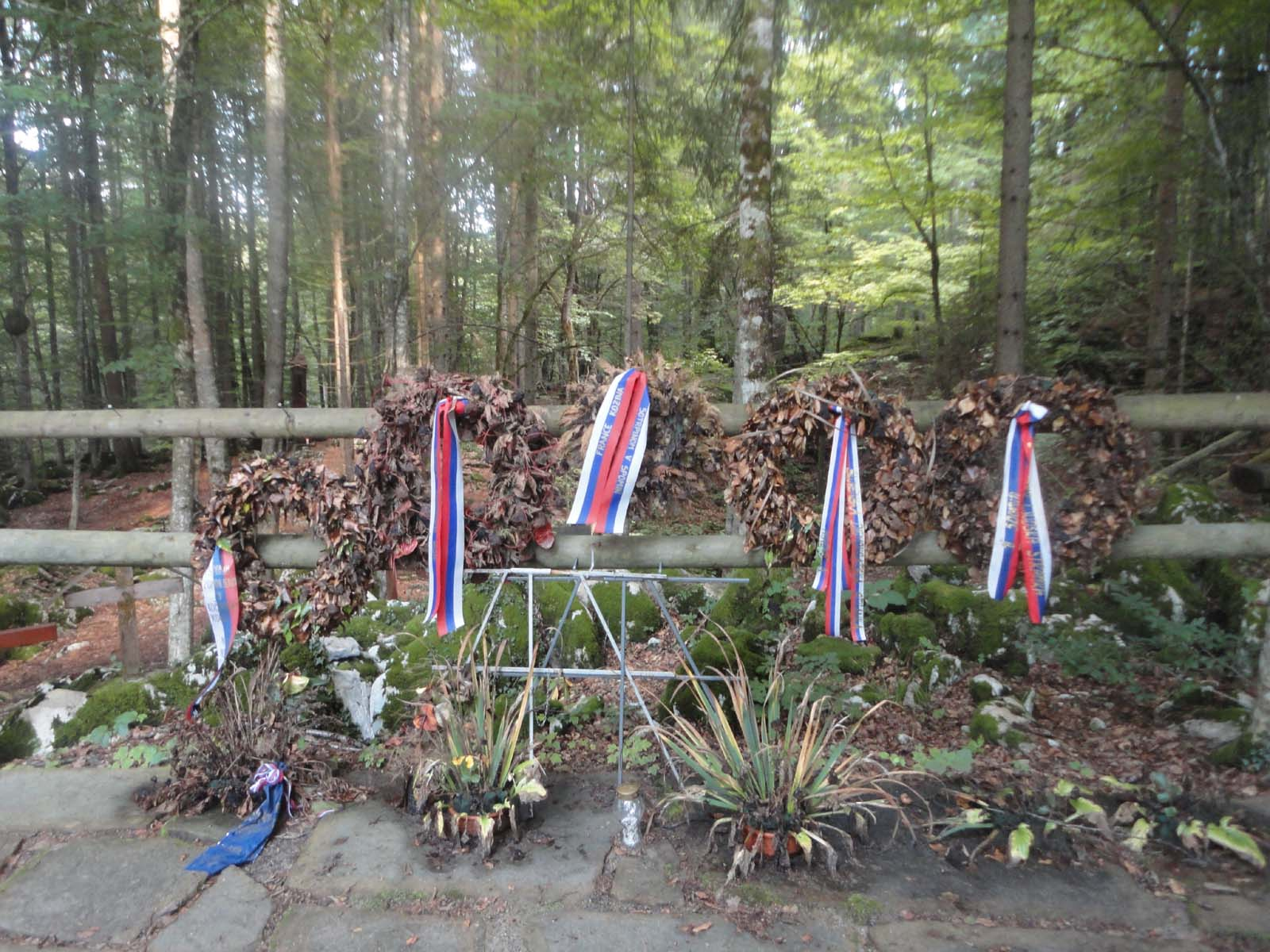
Kränze am Massengrab in der Karsthöhle unter dem Kren

## Onek
In Onek wurden zwei Massengräber aus der Zeit unmittelbar nach dem Zweiten Weltkrieg gefunden. 
- Das Massengrab in der Karsthöhle unter dem Krene (slowenisch: Grobišče Jama pod Krenom) liegt nördlich von Onek in einer Doline mit einem Durchmesser von 26 Metern und einer Tiefe von 7 Metern. Es enthält die Überreste von Soldaten der kroatischen Streitkräfte, Serben und wahrscheinlich auch Deutschen und russischen Kosaken, die aus den Gefängnissen in Šentvid und Kočevje gebracht wurden.[5]

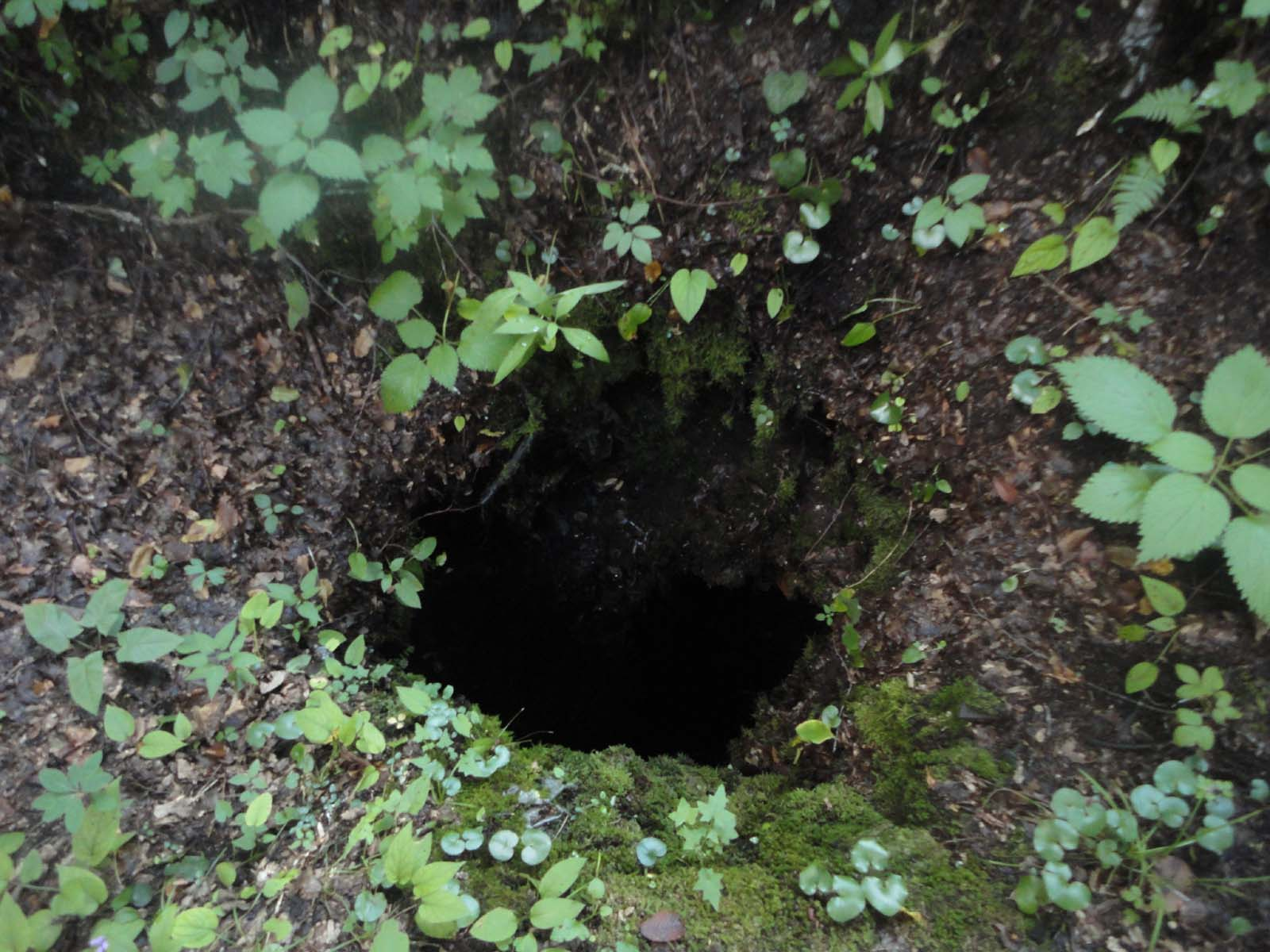
Öffnung der Karsthöhle in der Debelič-Wiese

- Das Massengrab in der Debelič-Wiese bei der Kren-Höhle (Grobišče Debliške livade pri Jami pod Krenom) liegt etwa 20 Meter hinter dem Schild zum Massengrab der Kren-Höhle, 10 Meter unterhalb der Straße, in Richtung das Rog-Sägewerk. Es enthält die Überreste von Soldaten, die von dem Ort, zu dem sie mit Lastwagen transportiert wurden, nicht in der Lage waren, zur Kren-Höhle zu gehen.[6]

Eine Reihe meterhoher Holzskulpturen am Straßenrand, die den Kreuzweg darstellen und 1998 von Stane Jarm (1931–2011) geschaffen wurden, markieren den Weg aus dem nahegelegenen Željne zu den Gräbern.

## Trnovec
In Trnovec wurden drei Massengräber aus und nach dem Zweiten Weltkrieg gefunden. 
- Das Massengrab beim Rog-Sägewerk (slowenisch: Grobišče pri Žagi Rog) befindet sich am Waldrand auf der linken Seite der Rog-Straße, bei einem großen Sägemehlhaufen. Die Überreste unbekannter Opfer wurden 1989 an der Stätte gefunden.[8]

- Das Massengrab in der Lärchenberg-Höhe (Grobišče Jama pod Macesnovo gorico) liegt auf einem stark verkarsteten Bergrücken 150 Meter (nördlich der Rogstraße und 900 Meter südwestlich des Lächenbergs (Macesnova gorica)). Es enthält die Überreste einer großen Zahl von Heimwehrtruppen und Soldaten anderer Nationalitäten, die nach dem Krieg den jugoslawischen Behörden übergeben und ermordet wurden.[9] Im Jahr 2022 wurden die Überreste von 3200 Opfern von der Stätte exhumiert.[10][11]

- Das Massengrab im Lärchenberg-Unterstand (Grobišče Spodmol pri Macesnovi gorici) liegt am südwestlichen Rand eines flachen Erdlochs inmitten eines bewaldeten, eingeebneten Karstgebiets südwestlich des Larch Hill. Es enthält die Überreste eines oder mehrerer unbekannter Opfer, die wahrscheinlich während des Krieges oder während der Tötung in der Lärchenberg-Höhle in den Unterstand geflohen sind.[12][12]